# Amerikansk asp
Amerikansk Asp (Populus tremuloides) er et løvfældende træ fra de koldere dele af Nordamerika.